# Gilberto Zappa
Gilberto André Zappalá Rabelo (Manhuaçu, 20 de novembro de 1973), mais conhecido pelo nome artístico de Gilberto Zappa, é um cartunista, artista plástico e gráfico brasileiro. Atualmente reside em Vitória, Espírito Santo, onde tem um acervo de aproximadamente 85.000 originais.
Zappa é formado em Artes Plásticas pela Universidade Federal do Espirito Santo, com especialização em Ensino das Artes Plásticas, plea mesma instituição. Por seu trabalho artistico foi premiado, tendo recebido o Galo de Ouro, no Festival Mundial de Publicidade de Gramado.
Seu trabalho foi exposto na sede da ONU, no Palácio do Planalto, durante o governo de Jair Messias Bolsonaro, e em 52 países.
Seus primeiros livros foram publicados nos anos de 1997, 1999 e 2001, com as compilações de suas tiras cômicas de Gervásio, o Mecânico, intituladas "O Melhor de Gervásio, o Mecânico", "O Bom Humor de Gervásio" e "Gervásio & Jandira", respectivamente. Gervásio é seu personagem mais famoso.